# Henri Darsonval
Henri Darsonval, född 30 juni 1891 i Orléans, Loiret, död 23 december 1972 i Colombes, Hauts-de-Seine, var en fransk tennisspelare och instruktör vid Sporting Club de Paris under 1920-talet.
Darsonval tillhörde en generation av professionella tennisspelare under tidigt 1920-tal som huvudsakligen verkade som tennislärare men som också deltog i olika turneringar. Eftersom de tog betalt för sin undervisning betraktades de inte som amatörer och var därför uteslutna från flertalet av nationella och internationella tävlingar. I stället fick de professionella spelarna hålla tillgodo med mindre egna inofficiella turneringar, den första spelades 1898, och uppvisningsmatcher, de senare ibland även mot amatörer. Under de första två årtiondena av 1900-talet märks bland de professionella spelarna framförallt engelsmannen Charles Hierons, och irländarna Thomas Burke och George Kerr.
Darsonval debuterade i professionella turneringar 1920 och besegrade under året vid ett par tillfällen den tio år äldre Hierons. Under 1922 fortsatte Darsonval att spela mindre turneringar. Säsongen 1923 mötte Darsonval mot den då 20-årige blivande världsettan Henri Cochet och förlorade med 6-2, 6-3, 6-8, 6-2. Säsongen 1925 deltog Darsonval i den första officiella French Professional Championships som vanns av Karel Kozeluh. En skadad Darsonval kunde inte fullfölja turneringen.
Från 1926, samma år som den första proffscirkusen organiserades av amerikanen Charles C. Pyle, övergick Darsonval helt till att träna toppspelare, däribland under en period amerikanskan Helen Wills, sedan huvudsakligen fransmannen René Lacoste. Förhållandet Lacoste/Darsonval var lyckosamt, men Darsonval, som tröttades av Lacostes träningsiver, ansåg att denne ägnade alltför mycket tid och kraft åt att finslipa sin tennis. Lacoste bestämde sig då för att utveckla en bollmaskin för att kunna träna på egen hand.
Under en period runt 1930 tillverkades tennisracketar med namnet Darsonval efter Henri Darsonval av Paris-firman Louvet & Darsonval. Henri Darsonval anges också som medförfattare till skriften La Methode Suzanne Lenglen som utgavs 1942.